# Elisa Correa
Elisa Correa Sanfuentes (Santiago, 1859-Ib., 19 de abril de 1920) fue una aristócrata chilena, cónyuge del político Enrique Salvador Sanfuentes.

## Biografía
Fue hija del terrateniente y político Carlos Correa y Toro–descendiente de Mateo de Toro y Zambrano– y Rosario Sanfuentes del Sol.
Contrajo matrimonio con el político Enrique Salvador Sanfuentes, y ambos fueron dueños del fundo "Los Quillayes" ubicado en la actual comuna de Puente Alto, al sur de la ciudad de Santiago.
Falleció debido a la arteriosclerosis, el 19 de abril de 1920. Fue sepultada en el Cementerio General de Santiago en la comuna de Recoleta.

## Homenajes
Sus descendientes pusieron su nombre a una calle que perteneció a su propiedad. Una estación de la Línea 4 del Metro de Santiago lleva su nombre.